# Asian Sevens Series 2012
El Asian Sevens Series de 2012 fue la cuarta temporada del circuito de selecciones nacionales masculinas asiáticas de rugby 7.

## Calendario
| Torneo                 | Ciudad   | Fecha                               | Campeón   |
| ---------------------- | -------- | ----------------------------------- | --------- |
| Seven de Borneo 2012   | Borneo   | 1 de septiembre - 2 de septiembre   | Japón     |
| Seven de Shanghai 2012 | Shanghai | 22 de septiembre - 23 de septiembre | Hong Kong |
| Seven de Bombay2012    | Bombay   | 13 de octubre - 14 de octubre       | Hong Kong |

## Tabla de posiciones
| Pos | País                   | MLS | CHN   | IND | Puntos |
| --- | ---------------------- | --- | ----- | --- | ------ |
| 1   | Hong Kong              | 15  | 16    | 16  | 47     |
| 2   | Japón                  | 16  | 15,5* | 15  | 46,5   |
| 3   | Taiwán                 | 12  | 14    | 14  | 40     |
| 4   | China                  | 14  | 15    | 8   | 37     |
| 5   | Corea del Sur          | 13  | 13    | 9   | 35     |
| 6   | Sri Lanka              | 8   | 12    | 12  | 32     |
| 7   | Filipinas              | 11  | 10    | 10  | 31     |
| 8   | Tailandia              | 6   | 11    | 13  | 30     |
| 9   | Malasia                | 7   | 8     | 11  | 26     |
| 10  | Emiratos Árabes Unidos | 9   | 9     | 7   | 25     |
| 11  | Singapur               | 5   | 7     | 6   | 18     |
| 12  | Kazajistán             | 10  | –     | 5   | 15     |
| 13  | Irán                   | –   | –     | 4   | 4      |
| 14  | India                  | –   | –     | 3   | 3      |
| 15  | Pakistán               | –   | –     | 2   | 2      |
| 16  | Afganistán             | –   | –     | 1   | 1      |

| Bandera de Hong Kong |
| Campeón Hong Kong    |
| 1º título            |